# Fernando Torres Durán
Fernando Torres Durán (ur. 2 sierpnia 1937 w Cartago, zm. 13 listopada 2019 w Panamie) – kolumbijski duchowny katolicki posługujący w Panamie, biskup pomocniczy Panamy 1996-1999 i biskup diecezjalny Chitré 1999-2013.

## Życiorys
Święcenia kapłańskie otrzymał 16 lipca 1960.
29 listopada 1996 papież Jan Paweł II mianował go biskupem pomocniczym Panamy ze stolicą tytularną Abaradira. 21 grudnia 1996 z rąk arcybiskupa José Dimasa Cedeño Delgady przyjął sakrę biskupią. 2 lipca 1999 mianowany biskupem diecezjalnym Chitré. 25 kwietnia 2013 ze względu na wiek złożył rezygnację z zajmowanej funkcji.